# Phyllanthus pseudocicca
Phyllanthus pseudocicca är en emblikaväxtart som beskrevs av August Heinrich Rudolf Grisebach. Phyllanthus pseudocicca ingår i släktet Phyllanthus och familjen emblikaväxter. Inga underarter finns listade i Catalogue of Life.